# Weihnachtsmärkte in München

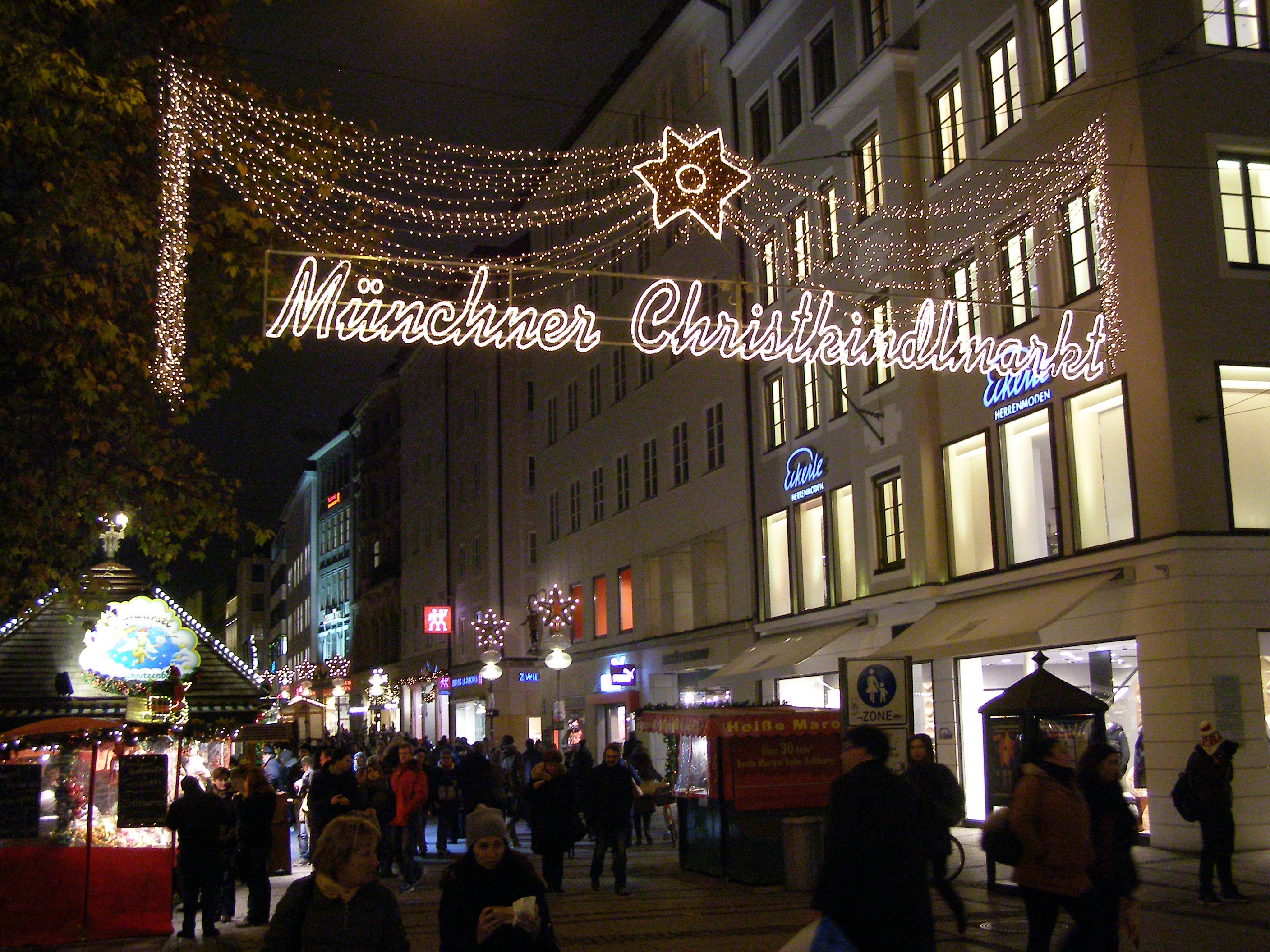
Blick auf den Münchner Christkindlmarkt in der Theatinerstraße

Die Weihnachtsmärkte in München, oft auch Christkindlmärkte genannt, umfassen Märkte mit Handwerkervorführungen, Verkaufsangeboten und Fahrgeschäften zur Weihnachtszeit, die im gesamten Stadtgebiet Münchens stattfinden. Der größte und älteste Christkindlmarkt am Münchner Marienplatz wurde 1310 als Nikolaimarkt (Nikolausmarkt) erstmals urkundlich erwähnt und gehört somit zu den ältesten Weihnachtsmärkten im deutschen Sprachraum.
Heute gibt es neben den großen und traditionellen Weihnachtsmärkten in der Altstadt auch in den meisten anderen Stadtbezirken insgesamt über 30 weihnachtliche Märkte und Veranstaltungen in der Adventszeit, die neben den typischen Angeboten an Glühwein und weihnachtlicher Handwerkskunst auch ein breites Kulturprogramm von Krippenspielen bis Musikkonzerten bieten.

## Liste der Weihnachtsmärkte
| Name                                                       | Stadtbezirk (Lage)                  | Anmerkung | Bild           |
| ---------------------------------------------------------- | ----------------------------------- | --- | -------------- |
| Christkindlmarkt am Marienplatz                            | Altstadt-Lehel (Lage)               | größter und ältester Weihnachtsmarkt Münchens                                                                          | weitere Bilder |
| Winterzauber auf dem Viktualienmarkt                       | Altstadt-Lehel (Lage)               | |                |
| Eiszauber am Stachus                                       | Altstadt-Lehel (Lage)               | |                |
| Christkindlmarkt am Sendlinger Tor                         | Altstadt-Lehel (Lage)               | |                |
| Feuerzangenbowle am Isartor                                | Altstadt-Lehel (Lage)               | mit der größten Feuerzangenbowle der Welt                                                                              |                |
| Weihnachtsdorf im Kaiserhof der Residenz                   | Altstadt-Lehel (Lage)               | |                |
| Kripperlmarkt am Rindermarkt                               | Altstadt-Lehel (Lage)               | größter Markt für Weihnachtskrippen Deutschlands, erstmals 1757 belegt                                                 |                |
| Weihnachtsmarkt auf der Praterinsel                        | Altstadt-Lehel (Lage)               | |                |
| Weihnachtsmarkt am Chinesischen Turm                       | Altstadt-Lehel (Lage)               | |                |
| Haidhauser Weihnachtsmarkt am Weißenburger Platz           | Au-Haidhausen (Lage)                | |                |
| Zauberhafter Schmankerlmarkt im Werksviertel               | Berg am Laim (Lage)                 | mit Bühnen-Live-Programm und Eisstockschießen                                                                          |                |
| Bogenhausener Weihnachtszauberwald am Cosimabad            | Bogenhausen (Lage)                  | |                |
| Christkindlmarkt Feldmoching                               | Feldmoching (Lage)                  | am 3. Adventswochenende in der Mehrzweckhalle Georg-Zech-Allee, veranstaltet vom kulturhistorischen Verein Feldmoching |                |
| Tollwood Winterfestival auf der Theresienwiese             | Ludwigsvorstadt-Isarvorstadt (Lage) | |                |
| Pink Christmas auf dem Stephansplatz                       | Ludwigsvorstadt-Isarvorstadt (Lage) | LGBTQ-Weihnachtsmarkt, organisiert von der queeren Community im Glockenbachviertel                                     |                |
| Mondscheinexpress am Bahnwärter Thiel                      | Ludwigsvorstadt-Isarvorstadt (Lage) | |                |
| Mittelalter-Weihnachtsmarkt am Wittelsbacherplatz          | Maxvorstadt (Lage)                  | |                |
| Märchenbazar im Olympiapark                                | Milbertshofen-Am Hart (Lage)        | in großen Zirkuszelten                                                                                                 |                |
| Moosacher Hüttenzauber am Moosacher St.-Martins-Platz      | Moosach (Lage)                      | |                |
| Neuhauser Weihnachtsmarkt am Rotkreuzplatz                 | Neuhausen-Nymphenburg (Lage)        | |                |
| Blutenburger Weihnacht                                     | Pasing-Obermenzing (Lage)           | Weihnachtsmarkt am Schloss Blutenburg                                                                                  | weitere Bilder |
| Pasinger Christkindl-Markt                                 | Pasing-Obermenzing (Lage)           | traditioneller Weihnachtsmarkt mit kunsthandwerklichen Marktständen und einem Kulturprogramm                           |                |
| Perlacher Christkindlmarkt bei St. Michael                 | Ramersdorf-Perlach (Lage)           | nur am 1. Adventswochenende                                                                                            |                |
| Schwabinger Weihnachtsmarkt an der Münchner Freiheit       | Schwabing-Freimann (Lage)           | Künstlermarkt, hervorgegangen aus der „Kunstmeile“ auf der Leopoldstraße                                               | weitere Bilder |
| Winterworld Motorworld                                     | Schwabing-Freimann (Lage)           | Weihnachtsmarkt vor der Motorworld München mit Eislaufbahn, Riesenrad und „Flying Santa Claus“                         |                |
| Sternenflotte auf der Alten Utting                         | Sendling (Lage)                     | |                |
| Christkindlmarkt unterm Maibaum am Luise-Kiesselbach-Platz | Sendling-Westpark (Lage)            | |                |
| Winterzauber Gans am Wasser im Westpark                    | Sendling-Westpark (Lage)            | |                |
| Winterrausch am Hexenhaus Untergiesing                     | Untergiesing-Harlaching (Lage)      | Rund um das Kulturcafé Gans Woanders                                                                                   |                |